# Eriocnemis vestitus
Az Eriocnemis vestitus a madarak (Aves) osztályának sarlósfecske-alakúak (Apodiformes) rendjébe és a kolibrifélék (Trochilidae) családjába tartozó faj.

## Rendszerezése
A fajt René Primevère Lesson francia ornitológus írta le 1838-ban, az Ornismya nembe Ornismya vestita néven.

## Alfajai
- Eriocnemis vestita arcosi Schuchmann, Weller & Heynen, 2001
- Eriocnemis vestita paramillo (Chapman, 1917)
- Eriocnemis vestita smaragdinipectus Gould, 1868
- Eriocnemis vestita vestita (Lesson, 1839)[2]

## Előfordulása
Az Andok hegységben, Ecuador, Kolumbia, Peru és Venezuela területén honos. A természetes élőhelye szubtrópusi vagy trópusi hegyi esőerdők és magaslati gyepek és cserjések valamint legelők és másodlagos erdők. Állandó nem vonuló faj.

## Megjelenése
Testhossza 10 centiméter.

## Természetvédelmi helyzete
Az elterjedési területe nagyon nagy, egyedszáma pedig stabil. A Természetvédelmi Világszövetség Vörös listáján nem fenyegetett fajként szerepel.